# Selma, Oregon
Selma là một cộng đồng chưa hợp nhất trong Quận Josephine thuộc tiểu bang Oregon, Hoa Kỳ. Theo điều tra dân số năm 2000, tổng dân số của nơi này là 1.934 người. Mã bưu điện là 97538.
Selma nằm ở vị trí 42°16′B 123°36′T / 42,267°B 123,6°T (42.279167, -123.614722) 

## Các cư dân nổi tiếng
- Diễn viên John Wayne từng sống ở phía tây của khu chưa hợp nhất Selma trên một nông trại mà hiện tại là Trung tâm Giáo dục và Nghiên cứu Deer Creek. Ông trở nên yêu mến khu vực này sau khi quay phim Rooster Cogburn dọc theo sông Rogue.[3]
- Cũng đến từ Selma, Oregon là Kristy Lee Cook, một trong 12 người đầu bảng chung kết giải American Idol mùa thứ 7.[4]